# (1541) Estonia
(1541) Estonia est un astéroïde de la ceinture principale.

## Description
(1541) Estonia est un astéroïde de la ceinture principale. Il fut découvert le 12 février 1939 à Turku par Yrjö Väisälä. Il présente une orbite caractérisée par un demi-grand axe de 2,77 UA, une excentricité de 0,07 et une inclinaison de 4,9° par rapport à l'écliptique.

## Nom
Cet astéroïde a été nommé en l'honneur de l'Estonie, pays du sud de la Finlande, autrefois peuplé par la tribu estonienne finno-ougrienne sur les rives est de la Baltique.

## Compléments